# Sanctuaire Al-Askari

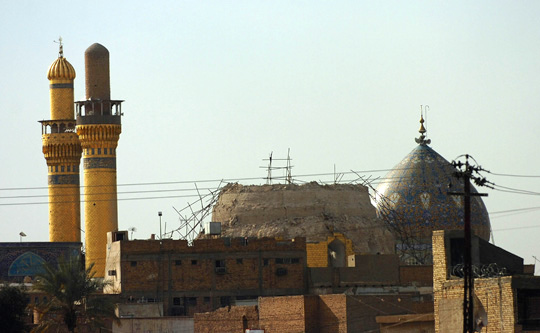
Le bâtiment après l'attentat de février 2006 et avant que les minarets ne s'écroulent

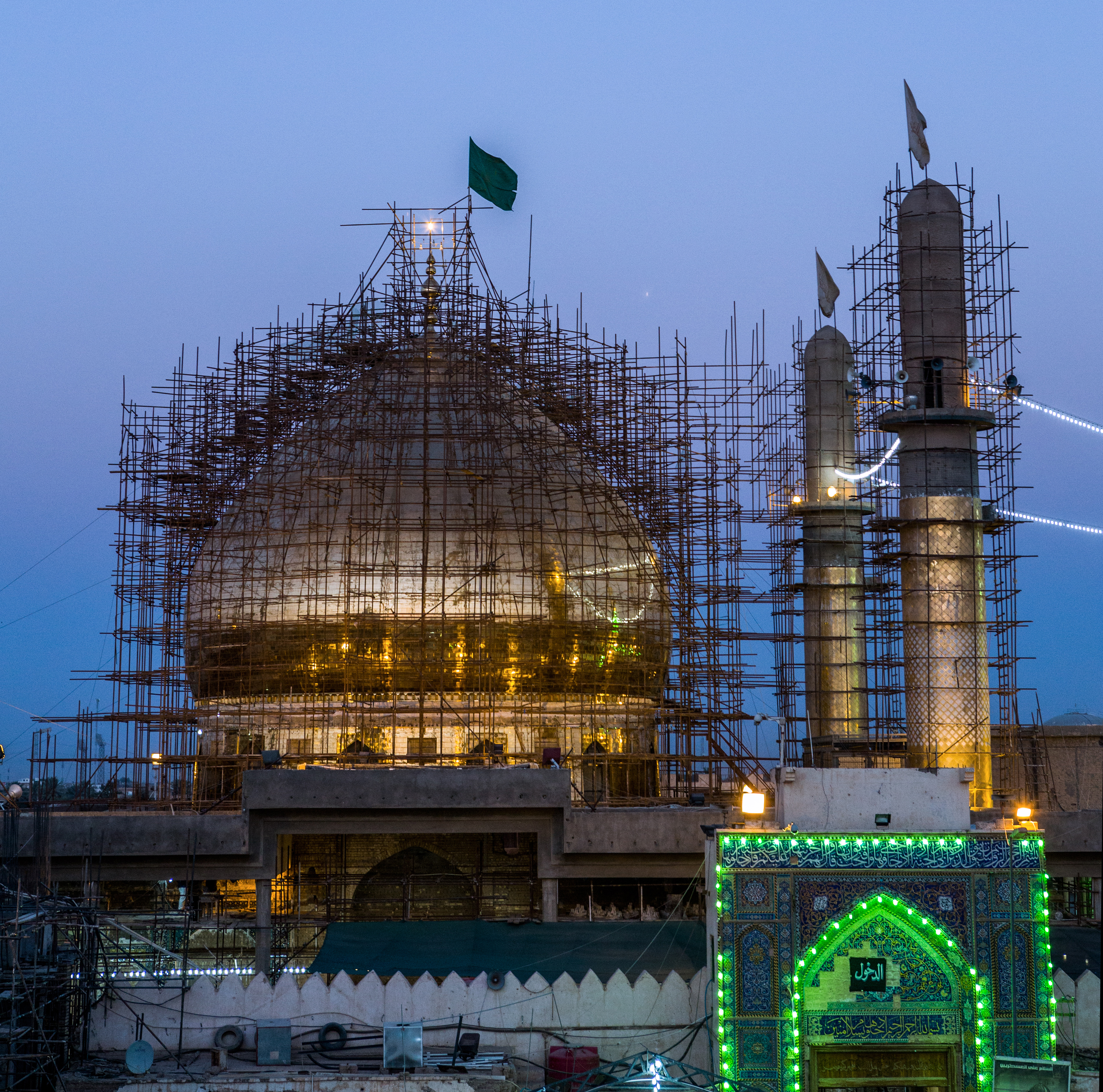
Le bâtiment en travaux en 2013

Le Sanctuaire Al-Askari (arabe : حرم عسکریین) est un lieu saint du chiisme situé à Samarra en Irak. Les imams Ali al-Hadi et Hasan al-Askari y sont enterrés. C'est donc un mazar.

## Historique
L'érection de l'édifice date du milieu du Xe siècle, mais il prend son aspect actuel à la fin du XIXe siècle grâce à la générosité du chah Nassereddine qui finança les travaux de reconstruction avec l'édification du dôme d'or qui mesure 68 mètres de hauteur et 20 mètres de largeur. Les travaux ont duré de 1868 à 1905.
Le 22 février 2006, le sanctuaire est très gravement endommagé, par un premier attentat, imputé au groupe Al-Qaïda en Irak, qui provoque la destruction du dôme,. Puis, un second attentat, le 13 juin 2007,, engendre l'effondrement des deux minarets et est aussi imputé à la branche d'Al-Qaïda en Irak. Ces attentats entraînent de sanglants affrontements entre les communautés chiites et sunnites durant la guerre en Irak. 
En 2009, l'édifice, partiellement reconstruit, reçoit de nouveau des visiteurs.